# ファイティング・ファンタジー
ファイティング・ファンタジーは、スティーブ・ジャクソンとイアン・リビングストンにより創始されたゲームブックのシリーズであり、また、そのルールを元にしたテーブルトークRPGのタイトルでもある。

## 概要
ファイティング・ファンタジー・シリーズの最初の7冊は、スティーブ・ジャクソンとイアン・リビングストンの2人だけで執筆されたが、それ以降の巻ではさらに多くの書き手が加わった。このスティーブ・ジャクソンは、アメリカでスティーブ・ジャクソン・ゲームズを経営するゲーム作者のスティーブ・ジャクソンとは別人である。ただし、アメリカのスティーブ・ジャクソンもまた、ファイティング・ファンタジー・シリーズの内、1984年の『サソリ沼の迷路』と1986年の『深海の悪魔』および『ロボットコマンドゥ』の計3作を執筆している。
このシリーズは、ジャクソンとリビングストンの共著『火吹山の魔法使い』（1982年）に始まりジョナサン・グリーン著『Curse of the Mummy』（日本未訳、1995年）に終わる59冊のシリーズと、ジャクソンによる『ソーサリー』4部作より成る。これらに加えて、2005年にイアン・リビングストンの『Eye of the Dragon』（日本未訳）が久々の新刊として出版されている。
読者が主人公の行動を選択し、各パラグラフごとに指示される選択肢で物語の展開を決定するという点では、ファイティング・ファンタジーは、それ以前に出版されていた『Choose Your Own Adventure』（日本では『きみならどうする?』のタイトルで発売）シリーズなどの「ゲームブック」と共通していた。ファイティング・ファンタジーがこれらのゲームブックと決定的に異なっていたのは、戦闘その他の状況においてサイコロを使って結果を出すようになっていたことである。これらのルールはとても単純ではあるものの『ダンジョンズ&ドラゴンズ』などのテーブルトークRPGと似通ったものだった。
ファイティング・ファンタジーで主人公のとる行動は、1段落から丸1ページくらいの大きさのセクションに分割され、大抵はそれらの末尾で選択肢から1つを選ぶか、あるいはサイコロを振る。各ページはいくつかのそのようなセクションから成り、各セクションには太字で番号が付けられている。通常の本ならばページの隅にページ数が記載されているが、ファイティング・ファンタジーではその代わりに、「129–131」のような形式でそのページにあるセクションが分かるように記載されている。
『ソーサリー』4部作という例外を別にすれば、ファイティング・ファンタジー・シリーズは各巻が独立しており、他の巻について全く知らなくても問題なくプレイできる。その一方で、シリーズの多くは「タイタン」と呼ばれるファンタジー世界を舞台とする点で共通しており、そのいくつかはストーリーや登場人物を共有している（例えば『火吹山の魔法使い』『Return to Firetop Mountain』『Legend of Zagor』の3作にはどれも敵役として邪悪なる魔術師ザゴールが登場する）。従って、各巻を続けてプレイすればそれだけ楽しめるようになっている。

## 歴史
1980年に、ゲームズ・ワークショップの設立者であるスティーブ・ジャクソンとイアン・リビングストンは、テーブルトークRPG『ダンジョンズ&ドラゴンズ』の熱狂的なブームを背景に、一人用のゲームブックを出版することを思い付いた。最初に提案された『The Magic Quest』には、二人が創作しようとしていたゲームのスタイルを示す短い冒険が含まれていた。1年後に『The Magic Quest』の企画はイギリスの出版社ペンギン・ブックスに受け入れられ、ジャクソンとリビングストンは6箇月にわたって初期の企画の拡張と改良に努めた。その結果が、最初のファイティング・ファンタジー『火吹山の魔法使い』である。数回の改稿を経て、1982年に『火吹山の魔法使い』が、ペンギン・ブックスの子供向けレーベルであるパフィン・ブックスから出版された。当初は宣伝らしい宣伝もなかったため知名度が上がらなかったが、BBCラジオのプロデューサーの1人によって取り上げられたことで爆発的に広まり、6か月の間に10回の増刷を重ね25万部を売り上げた。
第1作の成功を受けて、ジャクソンとリビングストンは新たなゲームブックの執筆に着手した。互いの時間を有効に活用するために、以降の作品では単独の執筆体制が採られた。1983年に、ジャクソンはファイティング・ファンタジーの第2作『バルサスの要塞』を、リビングストンは第3作『運命の森』を書き上げた。そして『トカゲ王の島』（リビングストン、1984年）までの7作品が出版された後には、二人以外の作家も執筆陣に加わることになった。もう1人の、つまりアメリカ合衆国のスティーブ・ジャクソンによる『サソリ沼の迷路』が1984年に出版され、これ以降にアンドリュー・チャップマン（第16作『海賊船バンシー号』など）、キース・マーティン（第34作『魂を盗むもの』など）、マーク・ガスコイン（第31作『最後の戦士』）、ピーター・ダービル＝エバンス（第25作『ナイトメアキャッスル』など）などが参加した。
ファイティング・ファンタジー・シリーズは1980年代を通じて好調な売り上げを収めたが、1990年代の初めになって、家庭用ゲーム機によるロールプレイングゲームの台頭という、テーブルトークRPG業界を襲ったのと同様の問題に直面した。第50作『火吹山の魔法使いふたたび』（リビングストン、1992年）でシリーズの打ち切りが予定されていたが、この作品が予想外の成功を収めたため、更に10作が追加されることとなった。しかし実際には59巻で出版は打ち切られ、第60巻『Bloodbones』は幻の作品となっていた。
2002年に、イギリスのアイコン・ブックスはファイティング・ファンタジー・シリーズの出版権を獲得し、ウィザード・ブックスというブランドを立ち上げてシリーズの復刊を始めた。ただし、この復刊ではラインナップの制限（旧59巻のうち22巻のみ復刊）や出版順の変更、『ソーサリー』4部作をシリーズに組み込むなどの改変が行われている。また、新版では表紙もオリジナルとは別のイラストに差し替えられている。、2006年、幻の第60巻と言われていたジョナサン・グリーン著『Bloodbones』も発売された。
さらに、イアン・リビングストンの『Eye of the Dragon』、ジョナサン・グリーンの『Howl of the Werewolf』など新作も追加されている。2009年9月にはウィザード・ブックス版第30巻として、新作『Stormslayer』が発売される。
2009年に、ニンテンドーDS用ソフト『Fighting Fantasy: The Warlock of Firetop Mountain』がアメリカの Aspyr 社から発売された。これは同名の作品を元にしたアクションRPGである。2010年までに、iPhone版も発売されている。
2011年に、イギリスの Worldweaver 社は、Amazon Kindle版を発表した。

### 日本での展開
日本でのファイティング・ファンタジー・シリーズは、1984年に社会思想社より第1巻『火吹山の魔法使い』が浅羽莢子による翻訳で出版されてベストセラーとなり、ゲームブック・ブームを引き起こした。一方、『ソーサリー』4部作は社会思想社ではなく東京創元社が権利を獲得し、1985年に翻訳・出版した。その後、社会思想社はシリーズ2巻以降の日本語版を発行し続けたが、1991年にマーティン・アレン著の第33巻『天空要塞アーロック』が出版した時点でシリーズの刊行を打ち切った。
1990年代以降はゲームブック自体の出版が極めて衰退し、日本においてもファイティング・ファンタジーシリーズは長らく絶版であったが、2003年に創土社より『ソーサリー』四部作が浅羽莢子による新訳で発行され、2005年にはウィザード・ブックスの表紙による『火吹山の魔法使い』『バルサスの要塞』が扶桑社より復刊された。
2009年には、ホビージャパンHJ文庫Gにおいて、『死のワナの地下迷宮』が『デス・トラップ・ダンジョン』、『地獄の館』が『ハウスオブヘル』、『サムライの剣』が『サムライ・ソード』として現代的なアレンジを加えられて復刊した。このHJ文庫G版は、若年層への普及を考慮してイラストや一部内容にいわゆる「萌え」要素が盛りこまれている。
また2000年代には、コンピュータゲーム開発者の佐野一直がタイトーと共同運営で、携帯電話アプリケーションとして5タイトルを発表した。しかしこのときは共同運営の不和や電話機の性能の限界（最も性能の低い機種にあわせて作らねばならないので）という問題があり、大きな成果は上げられなかった。2007年からはデジタル・メディア・ラボのもとで新規展開され、タイトル数も増えている。2011年1月現在、同じ加賀電子系列のサイバーフロントが配信を行っている。日本語訳はデジタル・メディア・ラボによる独自のもので、旧訳とは作品名からして異なるものも多い。一部の作品にはフーゴ・ハルによるイラストがついている。
2018年にアドバンスト・ファイティング・ファンタジー第2版日本語版が発売されてから、グループSNEにより関連書籍が翻訳されている。AFF関連書籍以外では後述の通り小説『トロール牙峠戦争』が翻訳された。グループSNEは、過去に発売された作品の新訳と未訳作品を集めた「ファイティング・ファンタジー・コレクション」を2021年より限定生産で発売している。

### 年表
- 1982年 イギリスのPenguin Booksより『The Warlock of Firetop Mountain』が発売される。
- 1984年 日本の社会思想社より『火吹山の魔法使い』が発売される。
- 1985年 日本の東京創元社より日本語版の『ソーサリー』シリーズが発売される。
- 1986年 日本で社会思想社より『ウォーロック』誌創刊。拡張ルール等も紹介される。
- 1986年 イギリスで『火吹山の魔法使い』を元にしたボードゲームが発売される。
- 1995年 イギリスで『Curse of the Mummy』（パフィン・ブックス版の最終巻）が発売される。
- 1998年 アメリカのアイドス・インタラクティブより、『死のワナの地下迷宮』を元にしたコンピュータゲームが発売される。
- 2002年 イギリスのIcon Booksによりウィザード・ブックスとして一部タイトルが復刊される。
- 2003年 日本の創土社より新訳にて『ソーサリー』シリーズの復刊が開始される。
- 2003年 アメリカのMyriadorより『火吹山の魔法使い』のD20システム用シナリオが発売される。翌2004年には国際通信社より日本語版が発売される。
- 2005年 日本の扶桑社より『火吹山の魔法使い』『バルサスの要塞』が復刊される。
- 2007年 ウィザード・ブックスより新作『Eye of the Dragon』、『Howl Of the Werewolf』が発売される。
- 2009年 日本のホビージャパンHJ文庫Gより『デストラップ・ダンジョン（死のワナの地下迷宮）』、『ハウス・オブ・ヘル（地獄の館）』、『サムライ・ソード（サムライの剣）』がイラスト及び一部内容を変更して復刊される。

## システム
システムはゲームブックでの使用が前提のため、単純にまとまっている。

### 用具
ゲームをするのに必要なものは、能力値を記録するための筆記用具と、サイコロ2つである。
ゲームブックの場合各ページの欄外にサイコロの目が印刷されているため、適当なページを開くことでサイコロを振る行為に代えることが可能である。

### 能力値
主人公は以下の能力値を持つ。
技術点（skill; 技量ポイントとも訳される）
主人公の戦闘などの能力をあらわす。
装備や怪我などによって上下する。
体力点（stamina; 体力ポイントとも訳される）
主人公の体力をあらわす。
怪我・病気・疲労などで減り、食事や休息で回復する。食料を持っている場合戦闘時を除きいつでも食事できるが、作品によっては指示された所でしか食事できない。
運点（luck; 運勢ポイント、強運点とも訳される）
主人公の運のよさをあらわす。判定は現在の運点を基準とした下方判定。
運に頼るしか無い場面での運命を決める。また戦闘中に使うことも出来、判定に成功すると与えるダメージを増やしたり、受けるダメージを減らせる。しかし、判定に失敗すると逆の効果がおきる。
本からの指示でも（戦闘等）自主的な使用でも判定の度に運点は減っていく（運が尽きていく）ため、成功率は下がっていく。逆に特別に幸運なことがあったり、神の祝福を受けると回復する。

### 戦闘
双方がサイコロを振り合い攻撃力を決め、大きい方が相手にダメージを与える。
攻撃力は技術点とサイコロの目で決まるが、所持している武器・防具や戦闘時の状況により修正が加えられることもある。また、アドバンスト・ファイティング・ファンタジーでは、所有する技能によっても修正が加えられる。
ダメージ値は通常2点であるが、武器・魔法などで変動することもある。また、「謎かけ盗賊」や「アドバンスド・ファイティング・ファンタジー」ではさらにサイコロを振ることで1点から3点まで変動する。

### 魔法
基本ルールには魔法が存在しないため、いくつかの拡張ルールが存在している。
- 体力を消費して魔法をかける。
  - ソーサリー
  - アドバンスト・ファイティング・ファンタジー
  - 恐怖の神殿
- あらかじめ規定の数だけ使用できる呪文を選んでおく。この場合、選んだ呪文しか使えない。
  - バルサスの要塞
  - サソリ沼の迷路
  - 謎かけ盗賊
- 体力の代わりに魔力（魔法点などと呼ばれる）を消費する。
  - 王子の対決
  - 恐怖の幻影

アドバンスト・ファイティング・ファンタジー第2版では使用する魔法体系によって消費するリソースが変わる。詳しくはアドバンスト・ファイティング・ファンタジーの記事を参照。

#### 魔法使いと技術点
RPGにおいて、魔法使いは他に比べて肉体能力が劣るとされることが多い。作品によっては、技術点の減少という形でこのハンデが実装されることがある。
シリーズで最初に魔法が採用された『バルサスの要塞』では、このハンデは存在しない。『サソリ沼の迷路』や『恐怖の神殿』など、ゲームブック作品にはハンデが存在しないものが多い。ゲームブックの中でも、『ソーサリー』と『王子の対決』の2作品には魔法使いのハンデが存在する。戦士は技術点をサイコロ1個（以下"1D6"と表記）に6を加えて決めるのに対し、魔法使いのキャラクターは1D6に4を加えて決める。これにより戦士より少し技術点が低いキャラクターができる。
RPG版において最初に魔法が導入されたのはサプリメントの『謎かけ盗賊』である。この作品では、魔法使いは技術点（1D6+4）だけでなく、体力点でもハンデを負っている。
アドバンスト・ファイティング・ファンタジー初版では、魔法使いはその技能に応じて技術点を減らすというルールが存在する。2版では明示されたハンデはない。ただし、魔法を使用するのに必要な魔法点という能力値が新設され、キャラクター作成が「ポイント振り分け」に変更されたため、魔法能力が高いキャラクターは相対的に技術点が下がることになる。この版では知識系の技能に限り技術点の代わりに魔法点を判定に使用できるようにルールが追加され、「技術点の低下ですべての判定が不利になる」という点は少し解消されている。

## 背景世界
ファイティング・ファンタジーシリーズのうち、ファンタジー系の作品は、「タイタン」と呼ばれる異世界を主な舞台とする。タイタンは、ファイティング・ファンタジーシリーズ各作品の主要な舞台であるアランシア大陸、ソーサリー4部作や『魔術師タンタロンの12の難題』の舞台である旧世界、混沌の地クールの三つの大陸とその他の島々から構成されている。
かつては全世界に高度な魔法文明が栄えていたが、悪と混沌の勢力からの大攻勢で始まった「魔法大戦」によって世界の大半は破壊されて荒廃し、文明・文化は後退した過酷な世界である。人間とその他の種族や神々は善・悪・中立の3陣営に分かれている。なお、「混沌」もしばしば登場するが「邪悪と混沌の勢力」と称されるなど「悪」とほぼ同一として扱われる（ゲームズ・ワークスショップの後発作品ウォーハンマーRPGとは、この点で若干考え方が異なる）。
この世界の詳細は、1986年にジャクソンとリビングストンの監修の下マーク・ガスコインにより執筆された解説書『タイタン』の中で述べられている。同書は日本では1990年に社会思想社より訳書が刊行された。絶版となっている。『タイタン』はイギリスでは2011年のアドバンスト・ファイティング・ファンタジー2版発売を機に復刊し、日本でも2018年にグループSNEによる訳書が出版されている。
なお、非ファンタジー系の作品は、各作品ごとに世界設定が異なる。

### 有名な場所

#### アランシア
一般的な「剣と魔法のファンタジー」のイメージの土地。初期作品の舞台は西アランシア地方一帯に集中していたが、やがてより広大な「アランシア大陸」が設定された。
火吹山
『火吹山の魔法使い』の舞台。山頂に真っ赤な植物が群生して燃えているように見えることからこう呼ばれる。『雪の魔女の洞窟』でも、最後に山頂に赴くことになる。大きな地下迷宮があり、莫大な宝を溜め込んだ怪しげな魔法使いザゴールが住みついている。
ダークウッドの森
『運命の森』の舞台。南端には魔術師ヤズトロモが住む塔が立ち、森を離れて北へ向かえばドワーフの町ストーンブリッジがある。地下には闇エルフの都市ダークサイドがあり、闇夜にはここから闇エルフの一軍が地上へ出て襲撃してまわる。
ポート・ブラックサンド
『盗賊都市』の舞台。領主アズール卿が支配する、その通称の通り犯罪者たちが闊歩する悪徳の街である。また、都市の下には古代都市カーセポリスの遺跡がそのまま残っている。
ファング
『死のワナの地下迷宮』『迷宮探検競技』の舞台となる街。領主のサカムビット男爵が作り上げた地下迷宮による「迷宮探検競技」で知られる。
柳谷とサラモニス
『バルサスの要塞』の舞台。サラモニスは250年以上の歴史を誇る都市国家である。悪の魔法使いバルサス・ダイアの最初の侵略目標にされる。
カラメール
大陸南部の都市。『謎かけ盗賊』などの舞台になっている。

#### クール
「魔法大戦」の主戦場となり、いまだに立ち直っていない荒廃した大陸。大陸中央部の「混沌の荒れ地」は、モンスターたちでさえ恐れる異界と化している。
八幡国
『サムライの剣』の舞台。他の地域から山脈で隔絶され、独自の（日本風）文化が形成されている。本作の序文で、「暗黒の大陸クール」が初めて登場した。
サソリ沼
『サソリ沼の迷路』の舞台。サソリ沼は、多くの小道が複雑に交わっていてコンパスなどで方角を知ることができないため、地図を作ることもできない危険な土地である。また、最近になって「あるじ」と呼ばれる魔法使いたちがこの沼に住み始めた。
フェンマージ
サソリ沼に面した小さい村。住民はサソリ沼が危険であることを知っており、冒険者たちに警告をする。ただし、一部の商人などは沼を挟んだ隣町ウィロウベンドへ続く道を欲している。
アリオン
大陸北東にある都市国家。『仮面の破壊者』の舞台である。
内海
八幡国の西側にある海。『海賊船バンシー号』の舞台である。多くの交易船が運航されていると同時に、多くの海賊が出没する地域である。
ガンドバッド
『王子の対決』の舞台となっている国である。この作品は『タイタン』発売よりも前に発表されたが、同書の地図には収録されなかった。
2014年に発売された『Beyond the Pit』で、クール大陸北部にこの国の名が登場している。

#### 旧世界
『ソーサリー』四部作の舞台となる無法地帯カーカバード（カクハバード）は危険で野蛮な地域だが、それ以外は比較的文明化されて秩序の安定した大陸。舞台となった作品は『ソーサリー』と『魔術師タンタロンの12の難題』のみ翻訳されている。
カーレ（カレー）
『城砦都市カーレ』（改題『魔の罠の都』）の舞台。無法地帯カーカバード唯一の都市だが、ポート・ブラックサンドに並ぶ危険な街である。北方の荒野バクランドからの侵略者から町を守るため、北門は魔法で施錠されている。
マンパン砦
『王たちの冠』（諸王の冠）の舞台。カーカバードの奥深く、険しいザンズム連峰に築かれた難攻不落の悪の砦。
ガランタリア
『魔術師タンタロンの12の難題』の舞台。大陸西岸にある王国である。周辺諸国との「四王国戦争」によって疲弊した上、国王が王弟ターグに暗殺されて国内は混乱を極めている。

#### その他
上述の地域に含まれない場所として、アトランティスとアマリリアがある。
アトランティスは、かつてタイタンに存在して栄えていた、もう1つの大陸である。この地は火山の噴火により（あるいは善なる神々の手によって）水没したという。沈んだ国は財宝を蓄えた海底遺跡となり、『深海の悪魔』の舞台となっている。
アマリリアは、タイタンとは別の次元にある世界で、リビングストンによる第54作『Legend of Zagor』や小説『Zagor Chronicles』などの、後期のリビングストンの作品に登場する。タイタン-アマリリア間は魔法による移動が可能であり、この二つの世界は同じ惑星上でなくとも、同じ作品世界に属することが示唆されている。日本で発売されたアマリリアを舞台とする作品は、『魂の宝箱と12の呪文』のみである。
タイタン上にはないがタイタンとつながりを持つ世界として、魔界・精霊界・霊界・天上界などがある。このうち魔界は『タイタン』でその外観と大まかな構造が語られており、詳細は2019年に発行された Rough Guide to the Pit（邦題『魔界ガイドブック』2022年発行）で設定された。
また、ジェイミー・トムソンとマーク・スミスによる第11巻『死神の首飾り』は、オーブと名付けられたタイタンとは別の世界を舞台としている。オーブはトムソンとスミスによるゲームブック『Way of the Tiger』シリーズや、TRPG「ドラゴン・ウォーリアーズ」の舞台となる世界である。『Way of the Tiger』シリーズは、日本では『タイガー暗殺拳』のタイトルで、二見書房より一巻のみ刊行されている。

### 有名な人物

#### 領主
ヴァレック・アズール卿
「盗賊都市」ポート・ブラックサンドの領主。悪徳の街を恐怖と力で支配している。
サカムビット・チャラヴァスク男爵
ファングの領主。危険な迷宮を作る趣味があり、その迷宮は世界中で広く知られている。カーナス卿という兄弟がいる。
カーナス卿
ブラッド・アイランドの領主。残酷非道に奴隷を競わせ、その勝者をファングの迷宮探検競技に送り付けた。
長谷川喜平
八幡国の将軍。代々伝わる「鍔鳴りの太刀」により、カリスマ性を得ている。
ジリブラン
ドワーフの街、ストーンブリッジの長。戦闘に力を発揮する魔法の戦槌を所有している。

#### 悪役
オルドラン・ザゴール
火吹山の奥に住む魔法使い。悪の魔法使い三人組「悪魔の三人」のひとり。
バルサス・ダイア
ぎざ岩高地にそびえる「黒の塔」の主。「悪魔の三人」のひとり。
ザラダン・マー
人間を怪物に改造する技術を持つ「悪魔の三人」のひとり。現在の所在は不明。
マンパンの大魔王（創土社版では「マンパンの大魔法使い」）
「ソーサリー」シリーズの最後の敵。亜人類や怪物を指揮し、人間界を支配しようとしていた。
ヴォルゲラ・ダークストーム
「悪魔の三人」の師匠に当たる魔法使い。最後の弟子である三人に殺される。
ザンバー・ボーン
闇の王者。シルバートンの市長オウエン・カラリフの娘ミレルを所望し、断られると配下のムーンドッグを毎夜、シルバートンに差し向けてきた。
マルボルダス
闇エルフに育てられた邪悪な捨て子。混沌の軍勢を率いてアランシアを破壊しようと計画していた。
アブダル
殺し屋。海賊船バンシー号の船長のライバル。
モルガーナ
魔女。仮面の破壊者ゴーレムを使役して世界征服を目論んだ。
ラザック
妖術使い。アランシア中の混沌の勢力を率いて恐怖で支配しようとした。
イシュトラ
魔王子。どんな武器も効かない強力な悪魔。

#### 善の魔法使い
ゲレス・ヤズトロモ
ダークウッドの森のはずれに住む魔法使い。甘い物好きで、お菓子を買うために魔法の道具を販売している。
師と同じ名前のヴァーミスラックスというカラスの使い魔がいる。
アラコール・ニカデマス
ポート・ブラックサンドに隠れ住む魔法使い。つまらない依頼を持ち込まれるのが嫌いだが、真に重要な事態には協力を惜しまない。
サラモニス王サラモン57世の師でもある。
癒し手（ペン・ティ＝コーラ）
南方の呪術を取り込んだ治癒の魔法の達人であることからこの通り名で呼ばれる。ヤズトロモ、ニカデマスに並ぶ善の魔法使い。
ニカデマスにかけられた呪いを解いた副作用で自らの健康を損ねたため、真に治療を要する訪問者にしか会わない。
「月を追うもの」ヴァーミスラックス
ヨーレの森で魔法を教えていた魔術師。ヤズトロモ・ニカデマス・癒し手の三人は彼の最後の弟子である。
フェネストラ
カーカバードのイルクララ湖付近に住む女魔法使い。黒エルフ族でありながら善の勢力に加担する。
「緑の」セレイター
クール大陸のフェンマージに住む魔法使い。絶滅したとされていた薬草アンセリカを発見した。
タンタロン
ガランタリアの宮廷魔術師。国王不在の現在、事実上の摂政。血ではなく智で新たな国王を選ぶため、国中に「12の難題」を布告する。
聖人コレタス
旧世界のカーカバード地域を徘徊する盲目の聖人。大地の女神スロフに仕えている。
アイフォー・ティーニン
クール大陸の都市アリオンの宮廷魔術師兼長老議会議長。他に王室首席顧問・間諜長・財務管理官などを務めている。現在までに3代の王の下で宮廷魔術師を務めている。多くの市民からこの都市の陰の実力者と認識されている。

#### その他
謎かけ盗賊
正体不明の怪人物。中立にして運と偶然の神であるロガーンに仕えるトリックスター。
ヴィック
カーレ（カレー）の有力な人物。人脈が広く、奴隷船の船長や殺人鬼にも顔がきく。
チャッダ・ダークメイン
サラモニス所属の騎士。騎士になってから日が浅く、言動に粗野な部分が残る。
小説『トロール牙峠戦争』の主人公である。d20システム用シナリオ『迷宮探検競技』では、昨年の「死のワナの地下迷宮」を突破したとされている。

## タイタン世界以外の作品
ファイティング・ファンタジー（同名のゲームブックシリーズ）のなかには、タイタン世界以外を舞台にした、ファンタジー以外のジャンル作品も存在する。これらはファイティング・ファンタジー（RPGシステム）ではフォローされておらず、共通した背景設定も持たない。また（明確な形での）タイタン世界との繋がりもない（逆にいえば、オーブを舞台とする第11巻『死神の首飾り』以外のファンタジー作品は、全て「タイタン世界」を舞台とした共通の設定を持っていることになる）。
さまよえる宇宙船
スタートレック風の宇宙冒険SF。未知の宙域に迷い込んだ宇宙船トラベラー号による、幾つかの惑星上での冒険を扱う。船長である主人公以外にも、技術点と体力点を持つ6人の乗組員（科学官、医務官、技官、保安官、警備員2名）が登場し、銃撃戦のルールが追加されている。
地獄の館
現代の悪魔崇拝者たちが住むドラマーの館を舞台としたホラー。一定値以上になると主人公がショック死する「恐怖点」のルールが追加されている。
宇宙の暗殺者
悪の科学者サイラスの巨大宇宙船への潜入を描く宇宙冒険SF。体力点に加えて「装甲点」と、銃撃戦ルールが追加されている。
フリーウェイの戦士
荒廃した未来の地球におけるマッドマックス風のカーバイオレンス。主人公の愛車ダッジ・インターセプターには「火力点」と「装甲点」が与えられている。
宇宙の連邦捜査官
惑星ケサールの麻薬組織を単身捜査する宇宙刑事SF。主人公の宇宙船には「火力点」と「装甲点」が与えられている。
サイボーグを倒せ
4種類の超能力（超体力、思念力、超技術、電撃）のいずれかを持つ主人公シルバー・クルセイダーと恐怖結社との戦いを描く、アメコミ風のスーパーヒーローアクション。舞台となる都市の名前はタイタン・シティ。ギャビン・シュートは、この都市を舞台にシルバー・クルセイダーが活躍する短編『破滅への秒読み』を書いている。
電脳破壊作戦
異星人の奴隷となった人類を解放するためのレジスタンス活動を描く、4つの惑星を舞台とした宇宙冒険SF。
ロボット コマンドゥ
地球とは別の惑星を舞台とし、装甲点や速度の異なる複数のロボットを搭乗し分ける巨大ロボット物。ロボテックがモチーフとなっている。
スターストライダー
荒廃したスラム惑星と化した地球に潜入、拉致された銀河連邦大統領を救出する冒険SF。特殊運動判定、酸素点など追加ルールが多数存在している。
天空要塞アーロック
放棄されたリゾート惑星アーロックへ侵入、悪の天才科学者ル・バスティンを捕らえる宇宙冒険SF。日本語版最終巻。なお、本作以降非ファンタジー物は製作されていない。
これらの作品では、基本となるルールに加えて、ロボットや宇宙船などを表現するルールと専用のアドベンチャーシートが付属する場合がある。
SF作品には共通の設定がないため、新人作家がSF作品を書いてデビューした後にファンタジー作品を書くという傾向が一時期あった。SF作品を書いてデビューした作家にはアンドリュー・チャップマン、ロビン・ウォーターフィールドらがいる。

## 関連書籍
1984年に、ジャクソンはファイティング・ファンタジーのルールと世界に基づいた、テーブルトークRPGのルールとシナリオ集『ファイティング・ファンタジー』を執筆した。この書籍には「願いの井戸」と「シャグラッドの危険な迷路」の2作のシナリオが収録されており、日本では東京創元社から翻訳出版された。1986年には、ファイティング・ファンタジー・シリーズに登場する種族や怪物を多数収録した『モンスター事典』・背景世界に付いて語られた『タイタン』・TRPGシナリオと追加ルールが収録された『謎かけ盗賊』が発行された。この3冊はすべて社会思想社より1986年から1990年にかけて翻訳出版されている。
1989年にファイティング・ファンタジーに基づく2番目のTRPGシステムであるアドバンスト・ファイティング・ファンタジーが発表され、このシステムによるルールブック『ダンジョニアRPG』と、追加ルール『ブラックサンド!』『アランシア』の三作が出版された。『アドバンスト・ファイティング・ファンタジー』は、日本では社会思想社から翻訳出版された。他の2冊は日本では発売されていない。
また、ファイティング・ファンタジーの世界を題材にした7作の小説が出版されている。『The Trolltooth Wars』（ジャクソン、1989年）、『Demonstealer』（ガスコイン、1991年）、『Shadowmaster』（リビングストン&ガスコイン、1992年）の3作の独立した小説と、魔術師ザゴールの登場する『The Zagor Chronicles』4部作（リビングストン&サージェント、1993年 - 1994年）である。『The Trolltooth Wars』は2018年に日本語訳の発売が予告され、同年に発行された『ウォーロックMAGAZINE』2号にその冒頭が掲載された。その後2021年に『トロール牙峠戦争』のタイトルで発売されている。他の小説は2021年現在いずれも日本では未訳である。
2010年に Arion-Games は、『Advanced Fighting Fantasy II』を発売すると発表し、2011年に発売された。日本語版は2018年に発売されている。

## 主な著者
ファイティング・ファンタジーの主な著者として、以下の人物が挙げられる。
スティーブ・ジャクソン（英）
『火吹山の魔法使い』の著者の一人。その後、魔法の導入、ファンタジー以外のジャンルの作品の発表など、新しい方向性を多く提示した。
代表作は『ソーサリー』4部作など。
イアン・リビングストン
『火吹山の魔法使い』の著者の一人。多くの新しいジャンルの作品を発表したジャクソンとは逆に、単一世界（上述のタイタン）を舞台にした作品を多く発表した。
代表作は『死の罠の地下迷宮』など。
スティーブ・ジャクソン（米）
『カー・ウォーズ』『GURPS』などで知られるゲームデザイナー。上記二人以外の著者による最初の作品『サソリ沼の迷路』の作者である。同作品は、最初にパラグラフ間の双方向移動を盛り込んだ作品として知られる。
マーク・ガスコイン
『モンスター辞典』『タイタン』などの著者。『アドバンスト・ファイティング・ファンタジー』の作者でもある。

## 文献一覧
ここでは、日本で発売された物のみをあげる。英語版の出版物一覧はList of Fighting Fantasy game booksを参照。
特に記述がないものは、社会思想社から発行されている。

### ゲームブック
- ファイティング・ファンタジー（現代教養文庫）
  1. 火吹山の魔法使い（スティーブ・ジャクソン&イアン・リビングストン/浅羽莢子、1984年 ISBN 9784390111218）
  2. バルサスの要塞（S・ジャクソン/浅羽莢子、1985年 ISBN 9784390111225）
  3. 運命の森（I・リビングストン/松坂健、1985年 ISBN 9784390111232）
  4. さまよえる宇宙船（S・ジャクソン/浅羽莢子、1985年 ISBN 9784390111249）
  5. 盗賊都市（I・リビングストン/喜多元子、1985年 ISBN 9784390111485）
  6. 死のワナの地下迷宮（I・リビングストン/喜多元子、1985年 ISBN 9784390111492）
  7. トカゲ王の島（I・リビングストン/松坂健、1985年 ISBN 9784390111508）
  8. サソリ沼の迷路（スティーブ・ジャクソン（米）/大村美根子、1986年 ISBN 9784390111515）
  9. 雪の魔女の洞窟（I・リビングストン/浅羽莢子、1986年 ISBN 9784390111522）
  10. 地獄の館（S・ジャクソン/安田均、1986年 ISBN 9784390111539）
  11. 死神の首飾り（ジェイミー・トムソン&マーク・スミス/松坂健、1986年 ISBN 9784390111546）
  12. 宇宙の暗殺者（アンドリュー・チャップマン/酒井昭伸、1986年 ISBN 9784390111553）
  13. フリーウェイの戦士（I・リビングストン/佐脇洋平、1986年 ISBN 9784390111560）
  14. 恐怖の神殿（I・リビングストン/浅羽莢子、1987年 ISBN 9784390111577）
  15. 宇宙の連邦捜査官（A・チャップマン/久志本克己、1987年 ISBN 9784390111584）
  16. 海賊船バンシー号（A・チャップマン/鎌田三平、1987年 ISBN 9784390111591）
  17. サイボーグを倒せ（S・ジャクソン/坂井星之、1987年 ISBN 9784390111607）
  18. 電脳破壊作戦（ロビン・ウォーターフィールド/酒井昭伸、1987年 ISBN 9784390111614）
  19. 深海の悪魔（S・ジャクソン（米）/鎌田三平、1987年 ISBN 9784390111621）
  20. サムライの剣（J・トムソン&M・スミス/松坂健、1987年 ISBN 9784390111638）
  21. 迷宮探検競技（I・リビングストン/喜多元子、1987年 ISBN 9784390112215）
  22. ロボット コマンドゥ（S・ジャクソン（米）/安田均、1987年 ISBN 9784390112222）
  23. 仮面の破壊者（R・ウォーターフィールド/坂井星之、1987年 ISBN 9784390112239）
  24. モンスター誕生（S・ジャクソン/安田均、1988年 ISBN 9784390112246）
  25. ナイトメア キャッスル（ピーター・ダービル＝エバンス/柿沼瑛子、1988年 ISBN 9784390112253）
  26. 甦る妖術使い（I・リビングストン/多摩豊、1988年 ISBN 9784390112260）
  27. スター ストライダー（ルーク・シャープ/坂井星之、1988年 ISBN 9784390112277）
  28. 恐怖の幻影（R・ウォーターフィールド/安田均・深田宏、1989年 ISBN 9784390112284）
  29. 真夜中の盗賊（グリーム・デイヴィス/多摩豊、1989年 ISBN 9784390112291）
  30. 悪霊の洞窟（L・シャープ/佐脇洋平、1989年 ISBN 9784390112307）
  31. 最後の戦士（マーク・ガスコイン/坂井星之、1989年 ISBN 9784390112314）
  32. 奈落の帝王（ポール・メイスン&スティーブ・ウィリアムズ/斎藤ひろみ、1990年 ISBN 9784390112321）
  33. 天空要塞アーロック（マーティン・アレン/坂井星之、1991年 ISBN 9784390112338）
- ソーサリー（東京創元社）
  1. 魔法使いの丘（S・ジャクソン/安藤由紀子、1985年 ISBN 9784488901011）
  2. 城砦都市カーレ（S・ジャクソン/中川法江、1985年 ISBN 9784488901028）
  3. 七匹の大蛇（S・ジャクソン/成川裕子、1985年 ISBN 9784488901035）
  4. 王たちの冠（S・ジャクソン/高田恵子、1985年 ISBN 9784488901042）
- ソーサリー（創土社、訳はすべて浅羽莢子）
  1. シャムタンティの丘を越えて 2003年 ISBN 4-7893-0130-3
  2. 魔の罠の都 2003年 ISBN 4-7893-0131-1
  3. 七匹の大蛇 2004年 ISBN 4-7893-0132-X
  4. 諸王の冠 2005年 ISBN 4-7893-0133-8
- ファイティング・ファンタジー（扶桑社による復刊）
  1. 火吹山の魔法使い（S・ジャクソン、I・リビングストン/浅羽莢子、2005年 ISBN 4-594-04909-5）
  2. バルサスの要塞（S・ジャクソン/浅羽莢子、2005年 ISBN 4-594-04952-4）
- ホビージャパンHJ文庫G（訳はすべてデジタル・メディア・ラボ）
  - デストラップ・ダンジョン 2008年 ISBN 978-4-89425-807-5
    - 『死のワナの地下迷宮』をベースに脚色。旧作ではプレイヤーの想像に任されていた主人公が、少女剣士「フィリア」に固定され、加えて何名かの男性の登場人物が女性に変更されている。またイラストも「萌え絵」系統の画調となっている。

  - ハウス・オブ・ヘル 2008年 ISBN 978-4-89425-808-2
    - 『地獄の館』を現代風に脚色。主人公が日本からの留学生「マキ・ヒイラギ」に固定されている。

  - サムライ・ソード 2009年 ISBN 978-4-89425-853-2
    - 『サムライの剣』をライトノベル風に脚色。主人公のサムライが「四根今直（しね・いますぐ）」という人物に固定され、登場人物やモンスターの一部が性別変更および擬人化されている。また、舞台となる国が「八幡国」から「蜂漫国」になる等、いくつかの固有名詞に変更が見られる。
- ファイティング・ファンタジー・コレクション（SBクリエイティブ）
  1. 火吹山の魔法使いふたたび（2021年 ISBN 978-4815606954） 
    - 火吹山の魔法使い（S・ジャクソン、I・リビングストン/安田均）
    - バルサスの要塞（S・ジャクソン/安田均）
    - 盗賊都市（I・リビングストン/こあらだまり）
    - モンスター誕生（S・ジャクソン/安田均）
    - 火吹山の魔法使いふたたび（I・リビングストン/安田均、飛龍賢）
    - ファイティング・ファンタジーとAFF（安田均）※小冊子

  2. レジェンドの復活（2022年 ISBN 978-4815613969）
    - 死の罠の地下迷宮（I・リビングストン/こあらだまり）
    - 危難の港（I・リビングストン/安田均、飛龍賢）※日本初翻訳
    - サイボーグを倒せ（S・ジャクソン/安田均）
    - 地獄の館（S・ジャクソン/安田均）
    - 魂を盗むもの（キース・マーティン/安田均、飛龍賢）※日本初翻訳
    - FFシリーズの復活（安田均）※小冊子

  3. イアン・リビングストン編「巨人の影」（2023年 ISBN 978-4815619626）
    - 巨人の影（I・リビングストン/こあらだまり）※日本初翻訳
    - 運命の森（I・リビングストン/安田均）
    - 雪の魔女の洞窟（I・リビングストン/柘植めぐみ）
    - トカゲ王の島（I・リビングストン/こあらだまり）
    - アランシアの暗殺者（I・リビングストン/羽田紗久椰）※日本初翻訳
    - リビングストンとゲームズワークショップ（安田均）※小冊子

  4. スティーブ・ジャクソン編「サラモニスの秘密」（2024年 ISBN 978-4815619633）
    - サラモニスの秘密（S・ジャクソン/安田均）※日本初翻訳
    - ソーサリー
      1. シャムタンティ丘陵（S・ジャクソン/こあらだまり）
      2. 罠の都カーレ（S・ジャクソン/こあらだまり）
      3. 七匹の大蛇（S・ジャクソン/柘植めぐみ）
      4. 王の冠（S・ジャクソン/羽田紗久椰）

      - ソーサリー・スペルブック
- その他
  - 王子の対決（A・チャップマン&M・アレン/深田宏、1987年 ISBN 9784390112208） - 2人用

### ファイティング・ファンタジー（テーブルトークRPG）
- ファイティング・ファンタジー（基本ルールブック・東京創元社）
- モンスター事典（M・ガスコイン/浅羽莢子：訳）
- タイタン（M・ガスコイン/安田均：訳 背景世界資料集）
- 謎かけ盗賊（ポール メイソン、スティーブ ウィリアムズ /本田 成二:訳 シナリオ・追加ルール集）

#### アドバンスト・ファイティング・ファンタジー（AFF）
- アドバンスト・ファイティング・ファンタジーダンジョニアRPG（マーク・ガスコイン、ピート・タムリン/安田均、社会思想社）
  - 上巻（1990年 ISBN 9784390113472）、下巻（1991年 ISBN 9784390113489）
- タンタロンの立方体 AFFシナリオ（下村家恵子、グループSNE、社会思想社、1991年 ISBN 9784390113908）
- タイタンふたたび AFFリプレイ（山本弘、グループSNE、社会思想社、1991年 ISBN 9784390112345）
- アドバンスト・ファイティング・ファンタジー第2版（書苑新社、2018年 ISBN 9784883753062）
  - アドバンスト・ファイティング・ファンタジー第2版（グレアム・ボトリー、マーク・ガスコイン、ピート・タムリン/安田均、他）
  - 火吹山の魔法使い（ブレット・ショウフィールド/安田均、他）
- タイタン アドバンスト・ファイティング・ファンタジーの世界（マーク・ガスコイン/安田均、書苑新社、2018年 ISBN 9784883753178）
  - （発売元変更、エラッタ修正版、新紀元社、2021年 ISBN 9784775319376）
- モンスター事典 奈落の底から（マーク・ガスコイン編著/安田均、書苑新社、2019年 ISBN 9784883753420）
- AFF第2版 ソーサリー・キャンペーン（S・ジャクソン、G・ボトリー/安田均、こあらだまり、書苑新社、2019年 ISBN 9784883753567）
- 超・モンスター事典 奈落の彼方に（アンドリュー・ライト/安田均、こあらだまり、書苑新社、2020年 ISBN 9784883754007）
- ヒーロー・コンパニオン（グレアム・ボトリー/こあらだまり、春駒篤、書苑新社、2020年 ISBN 9784883754069）
- ポート・ブラックサンド（グレアム・ボトリー編著/こあらだまり、春駒篤、飛龍賢、新紀元社、2021年 ISBN 9784775319383）
- タイタン植物図鑑（アンドリュー・ライト/羽田紗久椰、こあらだまり、新紀元社、2021年 ISBN 9784775319499）
- アドバンスト・ファイティング・ファンタジー第2版 魔界サプリメント（新紀元社、2022年 ISBN 9784775319918）
  - 破滅のデーモン（グレアム・ボトリー/こあらだまり）
  - 魔界ガイドブック（アンドリュー・ライト/飛龍賢）
- アドバンスト・ファイティング・ファンタジー第2版 ルール&シナリオ（新紀元社、2022年 ISBN 9784775320563）
  - コンバット・コンパニオン（グレアム・ボトリー/こあらだまり）
  - バルサスの要塞（ブレッド・スコフィールド/こあらだまり、柘植めぐみ、飛龍賢）
- 真・モンスター事典 奈落に還れ（アンドリュー・ライト編著/安田均、羽田紗久椰、こあらだまり、新紀元社、2023年 ISBN 9784775321164）

### FFd20
イギリスのMyriador社によるテーブルトークRPG用シナリオ。背景世界は同じだが、ルールはd20システムを使用する。また、過去のFF作品には無かった情報も追加されている。邦訳はすべて国際通信社の刊行である。
1. 火吹山の魔法使い ISBN 4-434-04587-3
2. 雪の魔女の洞窟 ISBN 4-434-04768-X
3. ソーサリー1 シャムタンティの丘を越えて ISBN 4-434-05220-9
4. 死のワナの地下迷宮 ISBN 4-434-05893-2
5. ソーサリー2 魔の罠の都 ISBN 4-434-06141-0
6. 迷宮探検競技 ISBN 4-434-06142-9
7. ソーサリー3 七匹の大蛇 ISBN 4-434-06144-5
8. 運命の森 ISBN 4-434-06143-7

### 小説
- トロール牙峠戦争（スティーブ・ジャクソン著・安田均訳 新紀元社、2021年）ISBN 978-4-7753-1917-8

### その他
- 安田均著『ゲームブックの楽しみ方』（評論）
- 山本弘著『四人のキング』（同システムを利用したテーブルゲーム）
- スティーブ・ジャクソン著『魔術師タンタロンの12の難題』（パズルブック・背景世界を共有）
- イアン・リビングストン著『魂の宝箱と12の呪文』（パズルブック）
- 『ファイティング・ファンタジー・アドベンチャー』（各ゲームブックをリメイクしたカードゲーム）

## 携帯アプリ
かつて出版された書籍版とタイトル名が異なる場合は旧訳名を、未出版のものは原題をかっこで付記した。すべてのタイトルは原作そのままのオリジナル版のほか、難度を下げたアレンジ版が用意されている。
1. 炎冠山の魔術師（火吹き山の魔法使い）
2. バルサスの城砦（バルサスの要塞）
3. 地獄の館
4. 死神の首飾り
5. 死のワナの地下迷宮
6. サムライの刀（サムライの剣） : モンスターのイラストはフーゴ・ハルによるもの。
7. 炎冠山に混沌が甦るとき (Return to Firetop Mountain)
8. 死の軍団 (Armies of Death)
9. 滅びを呼ぶ者、汝は怪物（モンスター誕生） : モンスターのイラストはフーゴ・ハルによるもの。
10. ザゴールの伝説 (Legend of Zagor)